# کمال‌آباد (البرز)
کمال آباد، روستایی از توابع بخش مرکزی شهرستان البرز در استان البرز ایران است. ایستگاه رادیویی موج کوتاه بعثت کمال‌آباد در نزدیکی این روستا قرار دارد.

## جمعیت
این روستا در دهستان نصرت آباد قرار دارد و مرکز این دهستان بشمار می‌آید. بر اساس سرشماری مرکز آمار ایران در سال ۱۳۹۵، جمعیت آن ۲٫۸۰۲ نفر (در ۸۵۴ خانوار) بوده‌است.

## پیشینه
کمال‌آباد در دوره قاجار جزو خالصه‌جات (املاک دولتی) بوده و چمن کمال‌آباد که حدود نه کیلومتر طول و دو کیلومتر عرض داشته، محل چرای قاطرهای دولتی بوده‌است. در همین چمن مردابی وجود داشته که باعث شیوع بیماری مالاریا در منطقه شده بوده و از سال ۱۳۰۳ خورشیدی به کوشش یدالله دهستانی نماینده شهریار و ساوجبلاغ در مجلس شورای ملی، این چمن خشکانده و از اشاعه مالاریا جلوگیری می‌شود. از سال ۱۳۱۰ کمال‌آباد به مدت پانزده سال برای کشت چغندر به «مؤسسه قندسازی کرج» واگذار شد.